# Bloodbath at the House of Death
Bloodbath at the House of Death és una pel·lícula de comèdia de terror britànica de 1984 dirigida per Ray Cameron i protagonitzada pel còmic Kenny Everett i amb Vincent Price. És una parodia exagerada inspirada lliurement en Terror a Amityville i altres pel·lícules de terror del mateix període.

## Sinopsi
La pel·lícula s'estrena l'any 1975 en un lloc anomenat Headstone Manor, que s'utilitza com a "refugi de cap de setmana d'empresaris i campament d'estiu per a noies". Uns minuts després de la pel·lícula, un grup de monjoss satànics entra a la casa i mata a 18 dels seus ocupants.
El 1983, el doctor Lukas Mandeville (Kenny Everett) i la doctora Barbara Coyle (Pamela Stephenson) són enviats per investigar les lectures de la desintegració radioactiva a la zona que s'han localitzat fins a Headstone Manor, ara coneguda pels locals com la Casa de la Mort. Juntament amb altres científics, Mandeville i Coyle van instal·lar el seu equip a la casa, mentre que l'home sinistre (Vincent Price), un sacerdot satànic de 700 anys preparen un ritu a la boscos propers per purgar la casa dels seus hostes no desitjats.
Durant aquest temps, Mandeville revela que una vegada va ser cirurgià d'èxit alemany anomenat Ludwig Manheim, que va ser reduït a una "merda d'investigació paranormal intel·ligent" després d'una humiliació en el passat. Coyle també es troba amb un poltergeist, i els dos tenen relacions sexuals.
Diversos clons satànics de Mandeville, Coyle i els altres científics entren a la casa i comencen a matar els originals i ocupar el seu lloc. Quan la Coyle està a punt de ser assassinada, és segrestada pel poltergeist però també clonada. Els monjos satànics s'enlairen en una nau espacial, revelant que aquests monjos són extraterrestres que utilitzen la casa per a les seves activitats a la Terra. La pel·lícula acaba amb la nau espacial planant cap al cel.

## Repartiment
- Kenny Everett com el Dr. Luke Mandeville
- Pamela Stephenson com a Dr. Barbara Coyle
- Vincent Price com a Home sinistre
- Gareth Hunt com Elliot Broome
- Don Warrington com Stephen Wilson
- John Fortune com a John Harrison
- Sheila Steafel com a Sheila Finch
- John Stephen Hill com a Henry Noland
- Cleo Rocos com a Deborah Kedding
- Graham Stark com a l'home cec
- Pat Ashton com a cambrera
- David Lodge com a inspector Goule
- Debbie Linden com a noia atractiva
- Tim Barrett com a Doctor
- Barry Cryer com a inspector de policia
- Anna Dawson com a infermera
- Gordon Rollings com a home al bar

## Producció
Bloodbath at the House of Death va ser escrit per Ray Cameron i Barry Cryer, que abans havien coescrit la sèrie de comèdia de Thames Television de 1978 a 1981 The Kenny Everett Video Show. Laurence Myers va acceptar produir la pel·lícula quan els realitzadors gairebé van perdre el seu finançament. La pel·lícula es va rodar íntegrament a la ciutat de Potters Bar a Hertfordshire, Anglaterra. Michael McIntyre (el fill del director Ray Cameron) revela a la seva autobiografia que era la veu d'E.T. Myers recorda que la pel·lícula no tenia sentit; va projectar la pel·lícula per al censor James Ferman, va gaudir de la pel·lícula, però creia que els rodets es reproduïen en l'ordre incorrecte.

## Estrena
La pel·lícula va ser estrenada al Regne Unit per Thorn EMI. Va ser produït després de l'esclat de Kenny Everett a la conferència Joves Conservadors en la qual va demanar el bombardeig de Rússia; com a resultat, els mitjans de comunicació sovint feien referència a la pel·lícula en un context negatiu en relació amb l'esclat durant la producció, i els crítics de cinema revisen la pel·lícula amb duresa. Sembla Carry On de baix grau." Va rebre una classificació de majors de 18 anys al Regne Unit.
La pel·lícula es va estrenar en DVD al Regne Unit el juliol de 2008, amb una revaloració a una classificació de majors de 15 anys. També es va publicar una novel·lització de la pel·lícula, que va nomenar Marcel Wave (un dels personatges de televisió de Kenny Everett) com el resident que va patir combustió espontània.